# 63 Batalion Ochrony Pogranicza

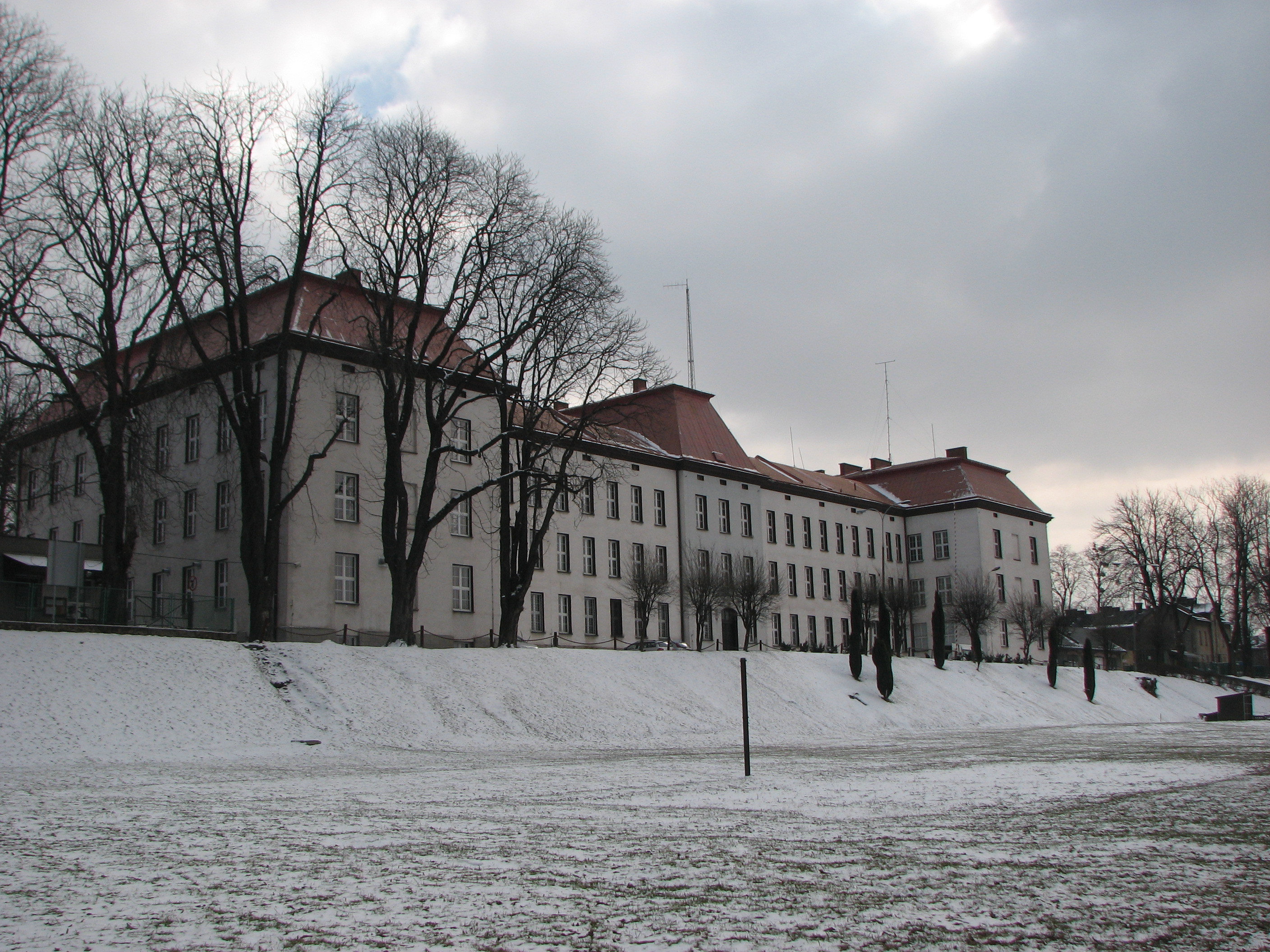
Siedziba sztabu 63 batalionu OP i 205 strażnicy WOP Cieszyn od jesieni 1949 (marzec 2010)

Samodzielny Batalion Ochrony Pogranicza nr 63 – zlikwidowany samodzielny pododdział Wojsk Ochrony Pogranicza pełniący służbę graniczną na granicy polsko-czechosłowackiej.

## Formowanie i zmiany organizacyjne
Na podstawie rozkazu MON nr 055/org. z 20 marca 1948 na bazie Katowickiego Oddziału WOP nr 10, sformowano 21 Brygadę Ochrony Pogranicza, a 24 kwietnia 1948 45 komendę odcinka WOP przemianowano na batalion Ochrony Pogranicza nr 63. JW 4085 (Zarządzenie SzSG Nr 0039/Org. z 11 sierpnia 1948).
Rozkazem Ministra Obrony Narodowej nr 205/Org. z 4 grudnia 1948, 1 stycznia 1949,Wojska Ochrony Pogranicza podporządkowano Ministerstwu Bezpieczeństwa Publicznego. Zaopatrzenie batalionu przejęła Komenda Wojewódzka Milicji Obywatelskiej.
Jesienią 1949, siedziba sztabu 63. batalionu Ochrony Pogranicza i 205. strażnica WOP Cieszyn, zostały przeniesione z zamku w Cieszynie do koszar przy ul. Parkowej, w Cieszynie (później Wojsk Ochrony Pogranicza, a obecnie Wojska Polskiego).
1 stycznia 1951, na podstawie rozkazu MBP nr 043/org. z 3 czerwca 1950, na bazie 21 Brygady Ochrony Pogranicza, sformowano 4 Brygadę Wojsk Ochrony Pogranicza, a 63 batalion Ochrony Pogranicza przemianowano na 42 batalion WOP.

## Struktura organizacyjna
Dyslokacja 63 batalionu Ochrony Pogranicza przedstawiała się następująco :
- Dowództwo i pododdziały przysztabowe – Cieszyn
- 205 strażnica WOP Cieszyn
- 205a strażnica WOP Pogwizdów
- 206 strażnica WOP Kaczyce
- 207 strażnica WOP Marklowice
- 208 strażnica WOP Godów.